# Andrei Babitski
Andrei Maràtovitx Babitski rus: Андрей Маратович Бабицкий — Moscou, 26 de setembre de 1964 – Donetsk, 1 d'abril de 2022) va ser un periodista rus, que va treballar per a Radio Liberty entre 1989 i 2014, cobrint el cop d'estat a la Unió Soviètica, la guerra civil del Tadjikistan i, sobretot, la primera i segona guerres de Txetxènia des de darrere de les línies txetxenes. Babitski és conegut pel seu segrest per les forces russes entre el gener i febrer de 2000, durant la segona guerra de Txetxènia, i per la seva entrevista en vídeo amb el cabdill txetxè Xamil Bassàiev, el 2005.
El seu treball va ser en certa manera polèmic a Rússia, ja que sovint va ser acusat de posar-se del costat dels rebels txetxens. Babitski va afirmar:
| « | Cal dir que els txetxens decapiten soldats no perquè siguin sàdics inclinats a tractar-los amb brutalitat, sinó per tal de fer la guerra més convexa, visible, vívida, per arribar al públic i per explicar que una guerra és en realitat continuada, esgarrifosa i cruel. | » |

No obstant això, segons Mario Corti, cap del servei rus de Radio Liberty, Babitski no va defugir cobrir les atrocitats txetxenes i va ser el primer periodista rus a culpar un cabdill txetxè per la mort de l'especialista en socors estatunidenc Fred Cuny.
Al començament de l'assalt rus a la capital txetxena Grozni el gener de 2000, el govern rus va anunciar que no quedaven civils a la ciutat. Llavors, Babitski va intentar entrar a l'assetjada Grozni i va informar sota intensos bombardejos que aquest no era el cas i que els civils s'havien quedat a la ciutat. Després del seu últim contacte telefònic el 15 de gener, va desaparèixer. Els funcionaris russos en un principi van negar que ells sabessin res del seu parador. No obstant això, es va filtrar a Aleksandr Ievtuixenko, amic de Babitski i corresponsal de guerra del Komsomólskaia Pravda, que el 16 de gener Babitski havia estat detingut en intentar sortir de Grozni i que des de llavors havia estat pres per les forces russes al centre de detenció de Txernokozovo. El 28 de gener, les autoritats van admetre tenir-ho sota custòdia des del 23 de gener. La família, amics i companys de Babitski van expressar temor per la seva vida i va créixer l'escàndol. Després d'una petició personal de la secretària d'Estat dels EUA, Madeleine Albright, que estava de visita a Moscou, el fiscal general rus Vladímir Ustinov es va comprometre el 2 de febrer a dur Babitski a Moscou i alliberar-lo. Tanmateix, en lloc de posar-lo en llibertat, el 4 de febrer, el portaveu del Kremlin, Serguei Iastrjembski va anunciar que el 3 de febrer Babitski havia estat lliurat als caps militars txetxens a canvi de diversos soldats russos capturats. "A partir d'ara, totes les autoritats federals no tenen cap responsabilitat pel destí del periodista", va afegir Iastrjembski. Les autoritats rebels txetxense, incloent-hi el president Aslan Maskhàdov, van negar haver estat involucrat en qualsevol intercanvi. La situació es va interpretar com un dels primers signes de la poca tolerància per la llibertat de premsa a Rússia sota Vladímir Putin, que s'havia convertir en president en funcions de Rússia en la vigília d'Any Nou. Segons la periodista i activista Masha Gessen, "les tropes russes han tractat un periodista —un periodista rus— com un combatent enemic."
El 10 de març de 2000, el diari Kommersant va publicar una entrevista amb Putin, que va acusar Babitski de traïció i col·laboració amb els cabdills txetxens i va afirmar:
| « | Dius que és un ciutadà rus. Bé, un ha d'obeir la llei del país si vol ser tractat d'acord amb la llei. | » |

El 25 de febrer Babitski va ser arrestat a Makhatxkalà. Va ser jutjat per portar un passaport fals, que, segons va dir, havia estat proporcionat pels mateixos que el van detenir. Va acabar multat l'octubre de 2000, però va ser amnistiat immediatament després. El 2 de setembre de 2004, Babitski va ser detingut pels serveis especials russos a l'aeroport de Vnukovo quan intentava arribar a Ossètia del Nord per informar sobre la presa d'ostatges de Beslan. El 23 de juny de 2005, Babitski va aconseguir entrevistar el cabdill txetxè Xamil Bassàiev. L'entrevista va ser emesa en exclusiva a ABC el 28 de juliol i va provocar la ira dels funcionaris russos.
Babitski va viure a Praga, on es troba la seu de Radio Liberty, quan va enemistar-se amb l'emissora per la seva defensa de l'annexió russa de Crimea. Va afirmar que Rússia tenia el "dret innegable a defensar els seus habitants (de Crimea)" i el setembre del mateix any va ser acomiadat de la ràdio. Parlant sobre la guerra a l'est d'Ucraïna, Babitski va dir:
| « | En aquell moment em vaig creure els txetxens perquè vaig pensar que si aquesta gent vol viure amb les seves pròpies tradicions i allunyar-se de Rússia, llavors haurien de poder fer-ho... És el mateix aquí. Crec que Rússia hi està tenint un paper important, però les raons no es troben a Rússia, sinó que són internes. Es tracta d'una guerra civil, on xoquen entre si els interessos de dues parts d'Ucraïna que es consideren vinculades a dues tradicions culturals. | » |